# Silberrotbarsch
Silberrotbarsch (Sebastes brevispinis) ist eine Stachelkopfart, die an der nordamerikanischen Ostpazifikküste verbreitet und vor der Küste Alaskas bis zur Küste des mexikanischen Bundesstaates Baja California anzutreffen ist.

## Merkmale
Der Silberrotbarsch wird ca. 70 Zentimeter lang und ca. 2,8 bis 4,5 Kilogramm schwer. Der Fisch besitzt 9 harte und 15 bis 17 weiche Flossenstrahlen, die Afterflosse besteht aus 3 harten Flossenstrahlen und 7 bis 8 weichen Flossenstrahlen. Die Schwanzflosse ist eingebuchtet. Diese Art ist relativ schlank und an den Seiten silbrig oder hellbraun. Der Rücken des Fisches ist grün, braun oder dunkelgrau gefärbt, die Unterseite jedoch weiß, cremefarben und kann bauchwärts orange oder pink werden. Die Lippen sind dunkel gefärbt und der Unterkiefer reicht weiter als der Oberkiefer. Das älteste Exemplar wurde 82 Jahre alt.

## Lebensweise
Silberrotbarsche leben in küstennahen Gewässern in einer Tiefe von ca. 350 Metern, es wurden aber schon Exemplare in einer Tiefe von ca. 0 bis 430 Metern gesichtet. Diese Fische halten sich über dem Meeresboden auf und bilden kleine Gruppen, gelegentlich verstecken sie sich in Spalten oder Höhlen, junge Exemplare halten sich auch in Seetang auf. Längere Wanderungen unternehmen diese Tiere nicht. Sie sind Raubfische und fressen andere Fischarten, Krebstiere sowie Würmer. Silberrotbarsche erreichen erst nach 10 bis 20 Jahren die Geschlechtsreife. Die Befruchtung erfolgt im Körper der Mutter und nachdem die Jungtiere dort geschlüpft sind, werden diese freigesetzt.

## Wirtschaftliche Bedeutung
Die Fische werden kommerziell gefischt und sind von British Columbia bis nach Oregon von wirtschaftlicher Bedeutung. Gefangen werden sie primär mit Grundschleppnetzen aber auch mit Langleinen. Da die Tiere eine geschlossene Schwimmblase besitzen, sterben die Fische beim Fischen qualvoll. Die Gase in der Schwimmblase dehnen sich aus und üben somit starken Druck auf die umliegenden Organe aus. Der Austritt des Magens durch den Mund kommt vor und der Fisch stirbt. Freizeitfischern gelingt der Fang des Silberrotbarsches selten. Da die Fische so spät geschlechtsreif werden, sind sie durch Überfischung bedroht. Das delikate Fleisch des Fisches ist rötlich gefärbt und wird gebraten, gegrillt oder gebacken gegessen.

## Belege
1. 1 2 3 4 5  Antal Vida: 365 Fische; Tandem Verlag 2006, ISBN 3-8331-2070-3, Seite 202.
2. 1 2  Silberrotbarsch auf Fishbase.org (englisch)
3. 1 2 3 4 5  The silvergray rockfish. Alaska Fisheries Science Center, abgerufen am 14. Juli 2017.